# Pinus oocarpa
Pinus oocarpa , conocido como pino amarillo o pino avellano, es una especie de pino nativo de Centroamérica. Representa el árbol nacional de Honduras.

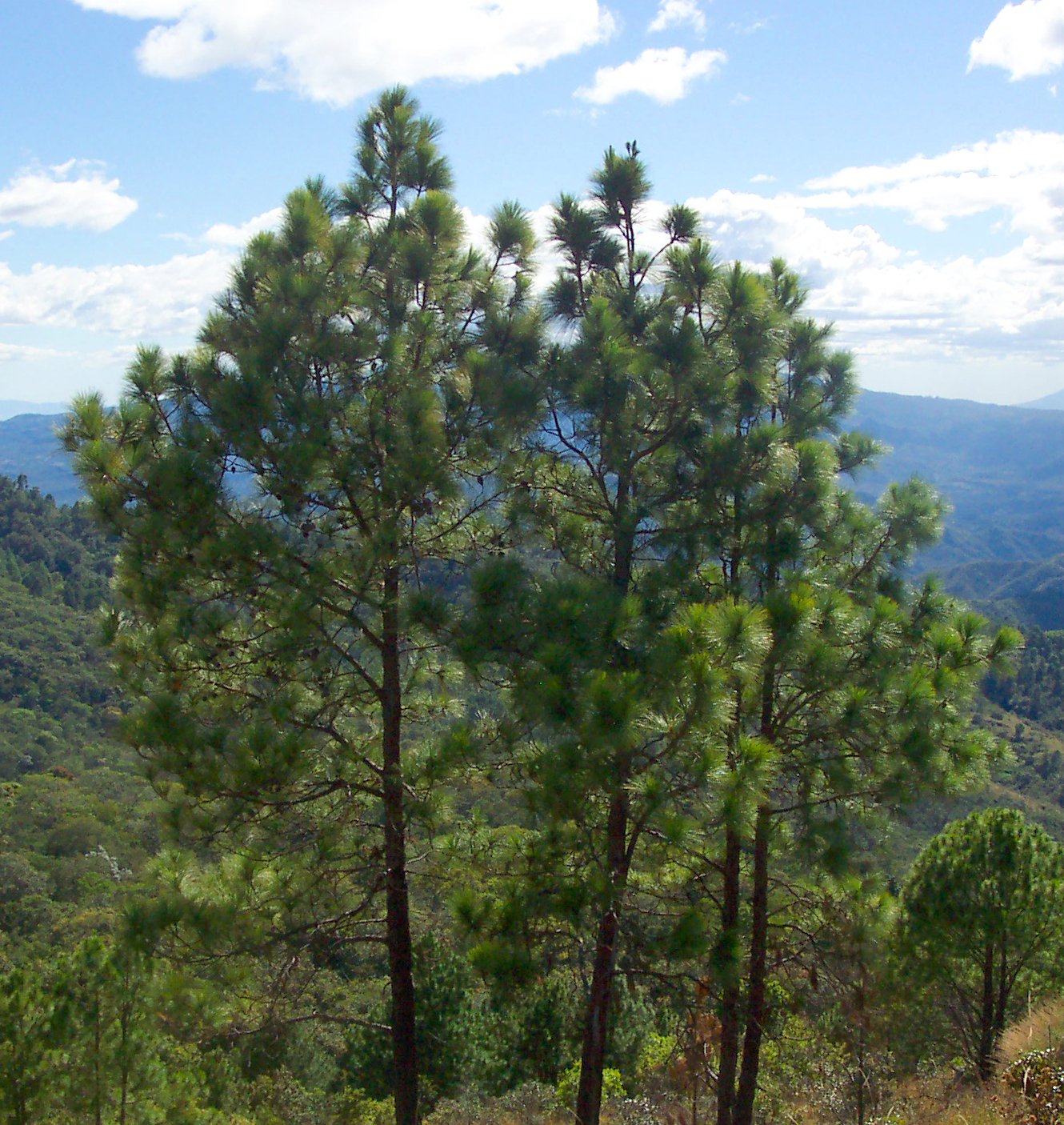
Vista del árbol

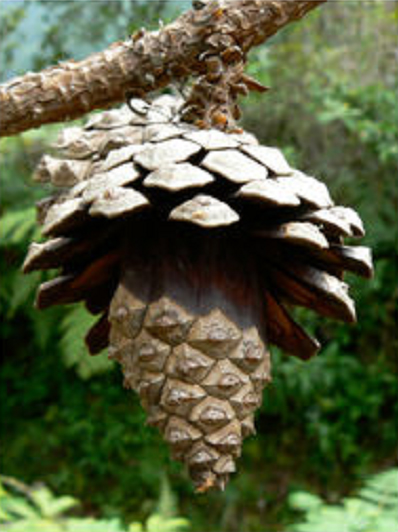
Cono

## Descripción
Es un árbol que alcanza un tamaño de 15 a 25 m de altura, con el tronco grueso y la corteza gris o café-rojiza. Las hojas son de color verde olivo o verde pasto, y miden de 12 a 30 cm de largo. Tiene conos solitarios o en dos que se abren al madurar como rosas y son café amarillento con brillo o café rojizo.Sus hojas crecen en grupos de 3 a 5, miden de 11 a 30 cm, son rectas, rígidas o a veces laxas, la base de la hoja envuelta en una vaina de hasta 2.5 cm de largo. Los conos semilleros son ovoides o subglobosos con la base plana, miden 3 a 10 cm de largo por 3 a 12 cm de ancho. Están cubiertos por 70 a 130 escamas, simétricas, oblongas rectas o ligeramente curvas.

## Distribución y hábitat
Desde el estado de Chihuahua, México, y Guatemala a las más altas elevaciones de Honduras, El Salvador y Noroeste de Nicaragua. En México habita entre los 150m y 2400 m sobre el nivel del mar. En El Salvador, Honduras y Nicaragua crece arriba de los 1100 metros. Su distribución natural está entre los 29° y los 14° latitud Norte. Necesita de 15 a 24 °C para un buen desarrollo. Las necesidades de lluvia oscilan entre los 1000-1900 mm al año. La variedad P. oocarpa var. trifoliata crece entre los 2000 y 2400 m sobre el nivel del mar.
Introducido para la producción comercial de madera y la industria papelera en Ecuador, Kenia, Zambia, Colombia, Bolivia, Queensland (Australia), Brasil y Sudáfrica.

## Propiedades
Al pino se le emplea medicinalmente en los estados sureños de la costa occidental de México como Estado de Guerrero, Oaxaca y Chiapas.
Contra la disentería (roja o blanca) se recomienda una infusión con las hojas como agua de tiempo. Para las ansias (asma bronquial), se prepara la corteza en cocción y se administra por vía oral.
En casos de pulmonía, padecimiento que lo describen como tos frecuente, muy seca, 'hierve el pecho', hay 'gargajo con sangre', silbido en el pecho cuando respiran y temperatura muy alta'; se prescribe un remedio que consiste en tomar diariamente una píldora hecha con la resina (trementina) del ocote, hasta completar 24 píldoras en total, el enfermo debe curarse en dos o tres días, de lo contrario, no hay buen pronóstico.
Contra la tos se aconseja hervir en agua la resina del pino junto con las hojas de eucalipto (Eucalyptus globulus), se tapa al enfermo con una toalla alrededor de la olla para que respire el vapor que emana de la cocción.
Por otra parte, para cauterizar el cordón umbilical de los recién nacidos, el muñón se quema con un ocote y se le aplica una mezcla de aceite de oliva y parafina o cera de abeja.

## Taxonomía
Pinus oocarpa fue descrita por Schiede ex Schltdl.  y publicado en Linnaea 12: 491–492. 1838.
Etimología
Pinus: nombre genérico dado en latín al pino.
oocarpa: epíteto latino que significa "con fruto como un huevo".
Sinonimia
- Pinus oocarpa var. manzanoi Martínez
- Pinus oocarpa var. oocarpoides (Lindl. ex Loudon) Endl.
- Pinus oocarpoides Lindl. ex Loudon
- Pinus tecunumani F. Schwerdtf.[7][8]